# Влаховичи (Вишеград)
Влаховичи (серб. Влаховићи / Vlahovići) — село в общине Вишеград Республики Сербской Боснии и Герцеговины. В настоящее время село необитаемо.